# Uluberia
Uluberia é uma cidade e um município no distrito de Haora, no estado indiano de Bengala Ocidental.

## Demografia
Segundo o censo de 2001, Uluberia tinha uma população de 202 095 habitantes. Os indivíduos do sexo masculino constituem 52% da população e os do sexo feminino 48%. Uluberia tem uma taxa de literacia de 64%, superior à média nacional de 59,5%: a literacia no sexo masculino é de 70% e no sexo feminino é de 58%. Em Uluberia, 13% da população está abaixo dos 6 anos de idade.